# Colymbetinae
Colymbetinae (лат.) — подсемейство плавунцов.

## Экология
Обитают преимущественно в пойменных озёрах. Редко в предгорных водоёмах обитают единичные представители родов Colymbetes и Rhantus. Единственным реофильным видом является Rhantus suturalis. Хорошо летят на свет.

## Систематика
В мировой фауне встречается 129 видов, объединённых в 10 родов. В России насчитывается 12 видов.
- Anisomeriini
  - Anisomeria Brinck, 1943
- Carabdytini
  - Carabdytes Balke, Hendrich & Wewalka, 1992
- Colymbetini
  - Colymbetes de Clairville, 1806
  - Meladema Laporte, 1835
  - Melanodytes Seidlitz, 1887
  - Nartus Zaitzev, 1907
  - Rhantus Dejean, 1833